# Бочаров, Евгений Михайлович
Евгений Михайлович Бочаров (1948—2004) — генерал-лейтенант пограничных войск, участник Афганской войны.

## Биография

Могила Бочарова на Восточном кладбище Минска.

Евгений Бочаров родился 20 октября 1948 года в Курске. В 1966 году он окончил десять классов школы, после чего был призван на службу в Советскую Армию. В 1970 году Бочаров с отличием окончил Рязанское воздушно-десантное училище, после чего служил в частях воздушно-десантных войск. В 1979 году окончил Военную академию имени М. В. Фрунзе, в 1988 году — Военную академию Генерального штаба.
В 1984—1986 и в 1988—1989 годах находился в командировках в Афганистане, участвовал в боевых действиях, будучи заместителем командира 103-й гвардейской воздушно-десантной дивизии. С июля 1988 года командовал этой же дивизией. В 1990 году Бочаров был избран народным депутатом Верховного Совета Белоруссии.
19 февраля 1992 года Постановлением Верховного Совета Белоруссии Бочаров был назначен начальником Главного управления Пограничных войск при Совете Министров Белоруссии — командующим пограничными войсками, став первым человеком, занявшим эту должность. Под его руководством формировались белорусские пограничные войска, он активно участвовал в разработке белорусского пограничного законодательства.
Скончался 2 июля 2004 года, похоронен на Восточном кладбище Минска.
Был награждён двумя орденами Красного Знамени, орденами Красной Звезды, «За службу Родине в Вооружённых Силах СССР» 2-й и 3-й степеней, шестью афганскими орденами и рядом медалей. Посмертно зачислен Почётным пограничником.